# Анж-Жак Габриел
Анж-Жак Габриел (Ange-Jacques Gabriel) (23 октомври 1698 – 4 януари 1782) е френски архитект, най-изявеният в своята професия в епохата на Луи XV.

## Личен живот
Роден е в Париж, в семейство на потомствени архитекти. Баща му – известният архитект Жак Габриел – е първият му учител, заедно с Робер дьо Кот. Чрез брака си е свързан с друг род на архитекти – този на Франсоа Мансар. През 1728 г., още съвсем млад, става член на Кралската академия по архитектура. Започва да помага на баща си в работата по площада на борсата и в редица реконструкции по Версайския дворец. През 1742 г. наследява от баща си поста главен архитект на Франция и става директор на академията. В следващите години оказва голямо въздействие върху краля за облика на Париж, както и на сградите във версайския парк.

## Строежи
Първата работа на Габриел като главен архитект е построяването на площад Луи ХV, който днес е известен с името Конкорд. За тази мочурлива местност има различни проекти, а тя е много важна, защото свързва градините на Тюйлери с новия булевард Шан-з-Елизе. Едновременно с това площадът трябва да е обърнат към Сена и към новата църква Мадлен. Габриел поставя две големи сгради от северната страна, украсява ги с коринтски колони, а в центъра издига конна статуя на краля. Работата му отнема шест години (1748 – 1754). Днес площадът е запазен, освен статуята, която е заменена от египетски обелиск.
Античният мотив в работите на Анж-Жак Габриел е много характерен. Той е повлиян от книгата Ruines des plus beaux monuments de la Grèce от Ж. Лерой, издадена през 1758 г. Ето защо в неговите сгради има почти само прави линии и ъгли, орнаментите са сведени до минимум, а визията е изчистена и съобразена с гръко-римската естетика.
Същевременно той разширява и обновява замъците Фонтенбло, Компиен и Шоази. Осемнадесет години (1750 – 1768) работи по построяването на Военната академия (Ecole Militaire) – днес сред най-емблематичните сгради в Париж. Но най-голямо внимание на главния архитект получават идеите му относно Версайския дворец. През 60-те години той предлага на краля да възродят плана за създаването на кралска опера в двореца. В началото Луи се противопоставя поради големите разходи, но после отстъпва. Времето за създаването ѝ се оказва кратко, когато става ясно, че там ще се състои сватбата на престолонаследника, бъдещия Луи XVI, с австрийската принцеса Мария Антоанета. Габриел съумява да завърши в срок, като използва дърво вместо камък – така спестява пари и време и постига по-добра акустика.
Името на Анж-Жак Габриел се свързва най-вече с Малкия Трианон – третия дворец в парка на Версай. Инициативата е на Мадам Помпадур, тогавашната метреса на краля, която настоява за място, където да остава необезпокоявана с него. Малката кокетна сграда е изградена с древногръцки елементи и поставя принципите на една мода, която скоро обхваща цяла Европа и носи името неокласицизъм. Тя може да се счита за шедьовър в цялото творчество на Габриел.

## Галерия
- Малкият Трианон
- Част от площад Конкорд
- Кралската опера във Версай
- Сградата на военната академия